# Montesanto (banda)
Montesanto es una banda de música cristiana contemporánea conformada en el año 2015, compuesta por los músicos venezolanos Douglas y Yao D'Lima, Sinaí Urdaneta, Elvis Amaya, Richeld Vilchez y David D'Lima.
A partir del último trimestre del año 2018, hacen un acuerdo con el sello discográfico Green Music LLC, a cargo del vocalista del reconocido Grupo Barak, Robert Green. Han recibido nominaciones a los Premios Soberano, El Galardón y Redención.
Sus canciones más conocidas son «Fiesta en el desierto», «La Sunamita»,«Santo es el que vive», «Derramo el perfume» junto a Averly Morillo, entre otras.

## Carrera musical

### Inicios (2015)
Conformada por cuatro jóvenes venezolanos nacidos en Maracaibo, en el 2015, mientras servían en una pequeña iglesia de su comunidad, Douglas, Yao, Sinaí y David, fueron invitados a un festival de bandas del reconocido Congreso de Mérida “Gracia” del pastor Félix Parra, donde participaron sin aun tener el nombre de la agrupación. Los jóvenes decidieron formalizar su ministerio y participar en diferentes eventos de gran reconocimiento de su país, como "Juventud Libre" del pastor Gabriel Blanco, ⁣ "Congreso Identidad" de Jahaziel Ban, “Leales - Pastor Luis Núñez”, Congreso Aviva Venezuela, entre otros.
Montesanto significa “Lugar de Encuentro con Dios”, basado en Isaías 61, y es lo que cada unos de ellos buscan generar a través de su música donde tengan la oportunidad de ser escuchados. En el año 2017, oficialmente el ministerio Montesanto decide lanzar su primer videoclip titulado «El Fuego Se Encendió» grabado en San Francisco, Zulia, Venezuela, cuyo tema revela la propuesta musical tan diferente, enérgica y juvenil que se ha destacado por involucrar sonidos electrónicos y una producción más excéntrica a lo que comúnmente es escuchado dentro del género cristiano. Algunos meses después la banda lanza su segundo sencillo titulado «No Soy Huérfano».

### Debut discográfico (2019)

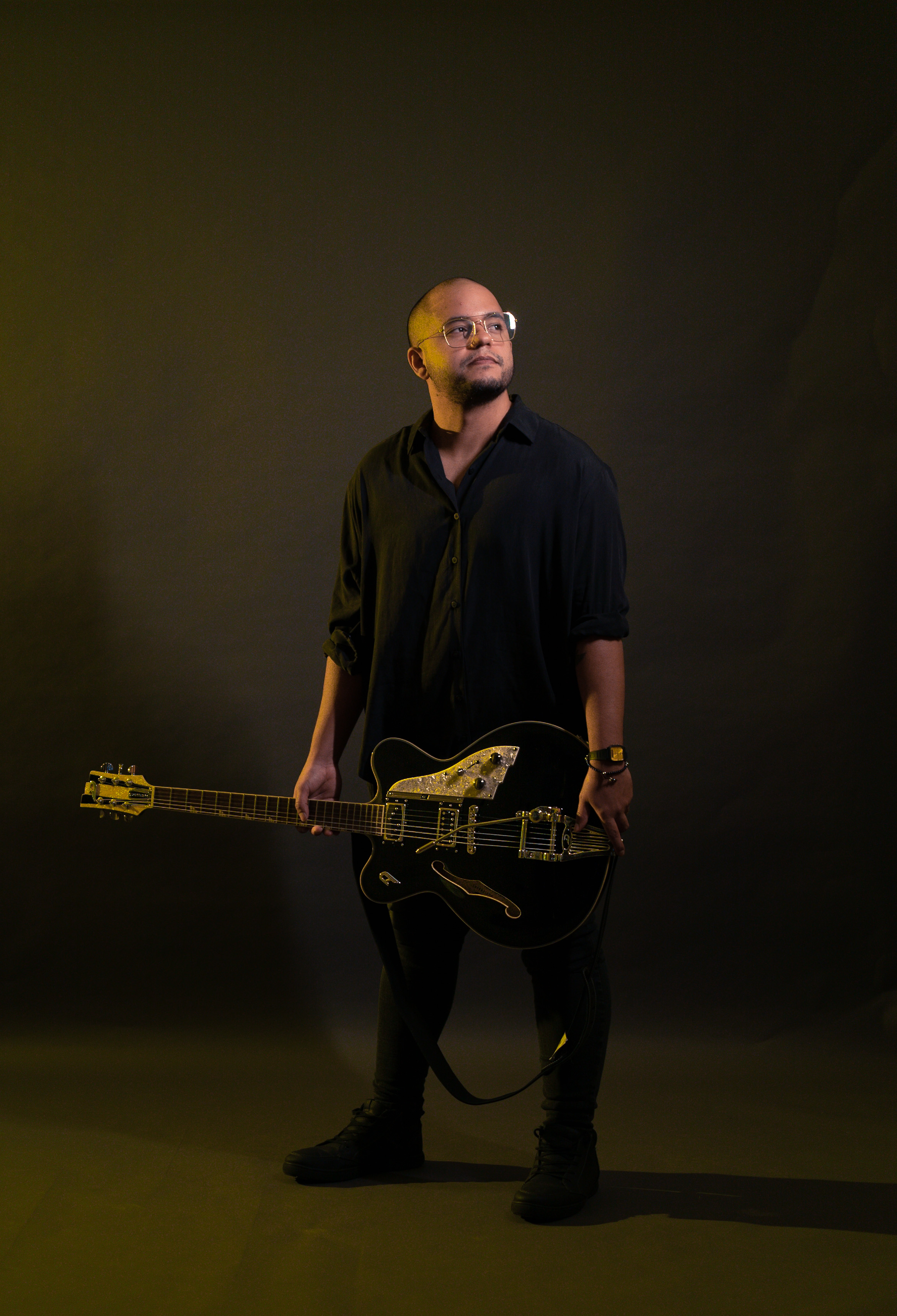
Douglas D'Lima, fundador y líder de la banda

En mayo del 2018, Montesanto oficialmente hace pública su primera producción musical titulada Fuego X Dios, con 12 temas compuestos por Sinaí Urdaneta, Douglas D'Lima y Yao De Lima. Este álbum logra fusionar diferentes estilos musicales creando una experiencia completa, desde la canción más encendida y enérgica, hasta la más sublime y profunda. Cabe destacar que las canciones antes mencionadas se suman al repertorio que forman parte de Fuego X Dios, del cual sus letras fueron compuestas por los integrantes de la agrupación. Así mismo, el álbum fue producido y arreglado por Douglas D’lima y grabado en Ecostudio en la ciudad de Maracaibo, estado Zulia. La joven banda se unió a la casa disquera Green Music, dirigida por el vocalista del grupo Barak, Robert Green.
El 29 de septiembre de 2018, Douglas como director y productor musical de la banda Montesanto, organizó uno de los conciertos cristianos más relevantes de los últimos 10 años en Venezuela, llamado “Fuego X Dios Live”, concierto que se desarrolló en las inmediaciones del Teatro Baralt de la ciudad de Maracaibo. En junio del 2019 Montesanto por primera vez muestra lo que sucede en uno de sus conciertos con su primer sencillo en versión LIVE “Cantamos”, seguido de maravillosos temas como, “Jardines Live”, “Fuego Por Dios (Aguas) Live”, “El Fuego Se Encendió Live” y “No Soy Huérfano Live”. La banda venezolana decide por dirección de Dios establecerse en la ciudad de Santo Domingo, República Dominicana, cuyo país lo ha recibido con mucha honra y respeto, posicionando el ministerio como referencia y reconocimiento. Tomando esta decisión, Montesanto viaja de nuevo, pero esta vez a la ciudad de Nueva York ya que comienzan a recibir grandes nominaciones en reconocimiento a su música, entre estas, los Premios Redención de la ciudad de Nueva York, recibiendo varias nominaciones, entre ellas “Mejor Grupo o Dúo Revelación”. La banda Montesanto se convirtió en la primera agrupación venezolana en posicionarse en dos nominaciones de los reconocidos premios Redención, en mérito a la música cristiana, siendo precalificados a “Agrupación o Dúo del año” y “Artista Revelación del año”. A mediados del año 2020, Douglas D’lima junto a su banda Montesanto trasmitió un concierto acústico en vivo en streaming junto a Tito El Bambino.

### «Derramo el perfume» (2021)
En 2021, la banda estuvo nominada junto a otros reconocidos exponentes de la industria discográfica religiosa como Marcos Yaroide, Isabelle Valdez, Lenny Salcedo, Johan Paulino y Alfareros. En meses posteriores conocieron la noticia de estar nominados en los Premios Arpa en la categoría “Mejor álbum o track en vivo” con la canción «No Soy Huérfano Live», gala donde también participaron como elenco principal. Anunciaron también una nueva canción, «Derramo el Perfume» en colaboración con Averly Morillo, contando con un vídeo grabado en Santo Domingo, República Dominicana, y dirigido por Agner Marte, quien tiene una extensa carrera dirigiendo videos para diversos artistas cristianos, entre ellos: Barak, Tercer Cielo, entre otros. Otro sencillo a este proyecto sería la canción «Abba Padre» junto a Oasis Ministry.
En 2022, Gio Durán sería elegido como booking manager de la banda, quien anteriormente ha trabajado con diversos artistas de música cristiana. Ese año lanzaron dos sencillos con vídeo musical: «La Sunamita» junto a Alex Márquez y «Ven, Manifiéstate». También formaron parte del concierto de Christine D'Clario a su regreso a Puerto Rico. En esta gira, se grabó la canción «Corriente» en colaboración con Christine D'Clario.

### «Fiesta en el desierto» (2023)
En febrero de 2023, publicaron el sencillo «Fiesta en el desierto», canción que se posicionó en los primeros lugares de la lista "Top Cristiano" de Monitor Latino durante varias semanas, permaneciendo doce semanas consecutivas en el puesto #1. Posteriormente, en abril del mismo año, lanzaron una versión propia del himno español interpretado por el español Dani Carrasco titulado «Santo es el que vive». Tiempo después, se lanzó una versión acústica con el intérprete original que popularizó esta canción en redes sociales. «Santo es el que vive (Acústica)», grabada en vivo en las calles de Bilbao, España, videoclip que sería tendencia musical en YouTube en diversos países hispanohablantes. Desde septiembre, «Fiesta en el desierto» retomó el #1 en Monitor Latino y se mantuvo en las primeras posiciones de la lista.
En ese mismo año, el rapero puertorriqueño Travy Joe, les invitó a colaborar para su álbum Resiliente en el sencillo «Danzando (Versión Urbana)», donde además participaron Alex Zurdo y Harold Velázquez. Otras colaboraciones importantes de la banda en este periodo se dieron junto a Blanca («Espacio te haré»), Marcos Brunet («Hijo pródigo»), Musiko («Mundo al revés») y Twice («Solo con tu voz»).
En octubre de 2023, anunciaron su álbum titulado Bautizados En Fuego (LIVE), siendo esta una compilación de todas sus canciones lanzadas anteriormente para una totalidad de 10 canciones grabadas en Venezuela, República Dominicana, Argentina y España. A finales de año, la revista Billboard publicó una lista de las mejores canciones de música cristiana del año, incluyendo «Fiesta en el desierto» como una de ellas.
En 2024, lanzaron el sencillo «Yeshua HaMashiaj». Al año siguiente, colaboraron con Marcos Witt en su álbum Legado.

## Integrantes
La banda ha tenido rotaciones desde su fundación. Los integrantes iniciales fueron Douglas D'Lima, Yao D'Lima, Sinaí Urdaneta, Elvis Amaya, David D'Lima, Alejandra Pérez (hasta 2020) y José Reyes (hasta 2019). A finales del año 2021, se anunció la incorporación de la cantautora y guitarrista Richeld Vilchez a la agrupación.

## Discografía

### Álbumes de estudio
- 2018: Fuego X Dios
- 2019: Fuego X Dios (LIVE)
- 2022: En El Lugar Secreto Sesión Acústica (EP)
- 2023: Bautizados En Fuego (LIVE)

## Premios y reconocimientos
- 2019: Premios Redención: "Mejor Grupo o Dúo del año" y "Grupo Revelación del año" [49]
- 2020: Premios El Galardón: "Banda Revelación Central" [50]
- 2021: Premios Soberano como "Música Religiosa Contemporánea" [51]
- 2021: Premios Arpa como "Mejor Track en vivo" por «No soy huérfano» [52]
- 2021: Praise Music Awards como "Grupo / Dúo Internacional del Año" (Nominados) [53]
- 2022: Premios Arpa como "Mejor canción alternativa" por «Derramo el perfume» [54]
- 2023: Praise Music Awards como "Grupo / Dúo Internacional del Año" (Ganadores)